# Mouette des Andes
Chroicocephalus serranus
Espèce
Statut de conservation UICN

 LC  : Préoccupation mineure
La Mouette des Andes (Chroicocephalus serranus) est une espèce d'oiseaux de la famille des Laridae.
Cet oiseau vit à travers la cordillère des Andes.

## Description
Sa poitrine est teintée de rose, son bec et ses pattes rouge foncé. Les immatures ont le dessus de la tête, le cou et le manteau tacheté de brun.

## Habitat et répartition

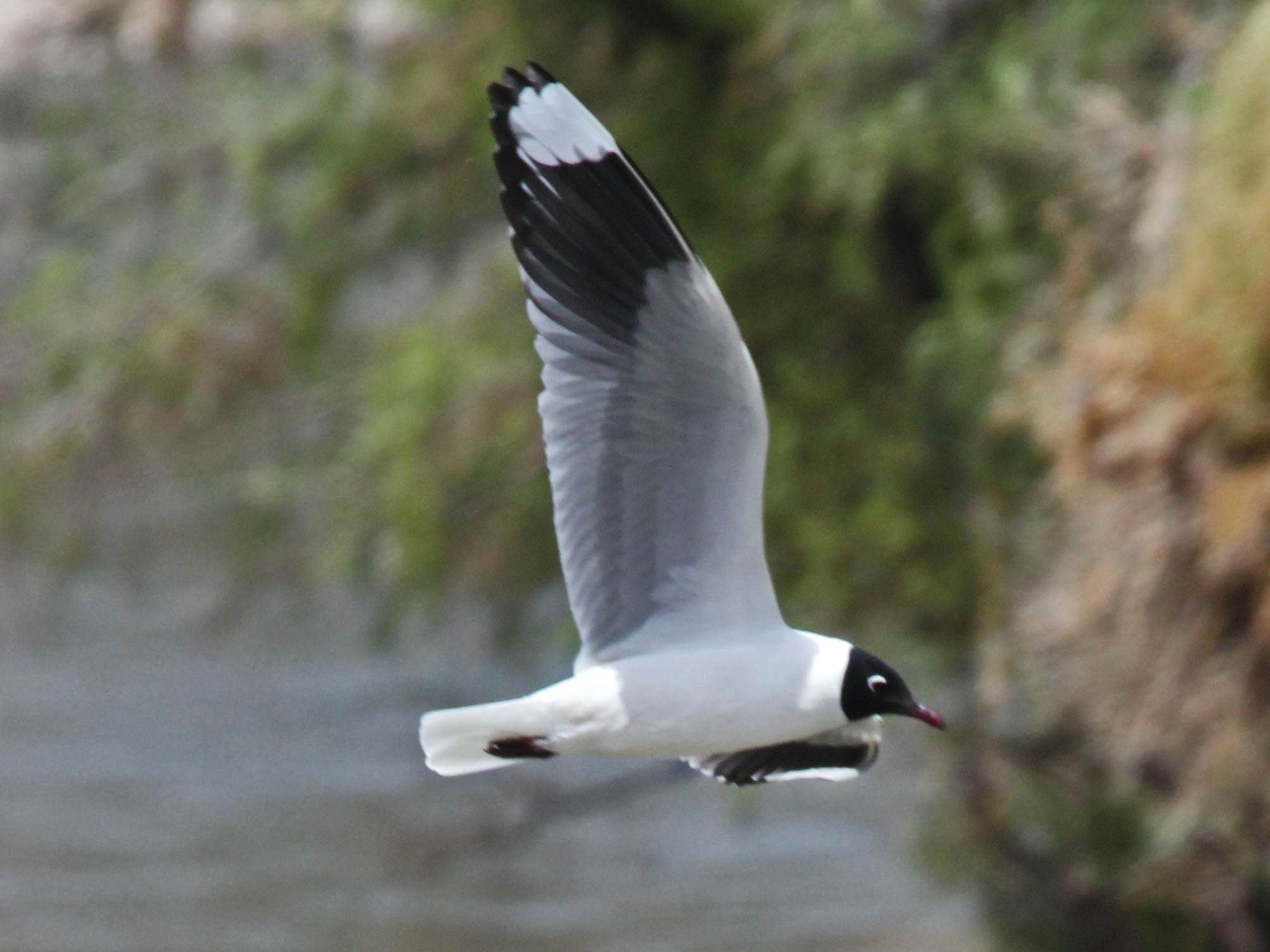
une mouette dans la Vallée sacrée

Elle niche au bord des lacs des Andes.

## Mensurations
Elle mesure 44 - 48 cm pour un poids moyen de 478 g.

## Alimentation
Elle se nourrit entre autres d'œufs de vers, d'insectes.